# Acacia saxicola
Acacia saxicola är en ärtväxtart som beskrevs av Leslie Pedley. Acacia saxicola ingår i släktet akacior, och familjen ärtväxter. Inga underarter finns listade i Catalogue of Life.